# الحمل المتغاير
الحمل المتغاير هو أحد المضاعفات النادرة للحمل حيث يحدث كل من الرحم خارج الرحم (الحمل خارج الرحم) والحمل داخل الرحم في وقت واحد.
وقد يشار إليه أيضًا بالحمل المنتبذ المدمج أو الحمل المتعدد أو الحمل المتزامن.